# Альтенберг (город)
Альтенберг (нем. Altenberg) — город в Германии, в земле Саксония. Подчинён земельной дирекции Дрезден. Входит в состав района Саксонская Швейцария — Восточные Рудные Горы. Подчиняется управлению Альтенберг. Население составляет 8723 человека (на 31 декабря 2010 года). Занимает площадь 89,74 км². Официальный код — 14 2 90 010.
Альтенберг основан примерно в 1440 году как горняцкое поселение. В дальнейшем месторождение олова активно разрабатывались до 1991 года. Также добывался циполин. После объединения Германии добыча олова была прекращена, шахты были закрыты. На месте старых разработок открыт музей, посвящённый истории горного дела.
Основная часть населения занята в туристической сфере. В самом городе и окрестностях оборудовано несколько горнолыжных трасс, подъёмников, а также санно-бобслейная трасса и биатлонный стадион.
Помимо самого населённого пункта Альтенберг, в состав города входит также десять близлежащих населённых пунктов.

## История
Сказания об открытии месторождения в Альтенберге исходит из того, что когда-то был угольщик, который при уборке породы в штольне шахты случайно наткнулся на горные залежи олова. В результате этого была открытая знаменитая впоследствии залежь оловянной руды в Альтенберге. По другой версии, основали город Альтенберг шахтеры, которые вымывали в ручье ценные металлы, и приблизительно в 1440 году они обнаружили оловянную рудную залежь. Это открытие вело к тому, что с окрестностей в Альтенберг стали съезжаться шахтеры и предприниматели. В результате образовалось первое поселение. В 1491 суверены приобрели всю область горных разработок. С 1489 года город стал называться официально Альтенберг. Альтенберг развивался как один из самых важных горных городов.
Но кроме горных разработок в городе развивались и другие отрасли производства, такие как переработка соломы, заготовка лесоматериалов, изготовление спичек.